# Félicien Vervaecke
Félicien Vervaecke, né le 11 mars 1907 à Dadizele et mort le 31 octobre 1986 à Bruxelles, est un cycliste belge.
Il remporte 27 victoires professionnelles.
Sur le Tour de France, il est vainqueur du Grand Prix de la montagne en 1935 et 1937. Troisième du classement général en 1935 et 1936, il se classe deuxième en 1938. Il remporte au total 5 étapes (plus un contre-la-montre par équipes) sur le Tour.
Il gagne également une étape sur le Tour d'Italie en 1934.

## Palmarès

### Palmarès année par année
- 1929
  - Tourcoing-Dunkerque-Tourcoing
  - Lille-Dunkerque-Lille
  - Lille-Calais
  - Lille-Dunkerque
  - Lille-Abbeville
  - Paris-Lens
  - 2e du Circuit franco-belge
  - 3e de Paris-Lille
  - 3e de Paris-Hénin Liétard
- 1931
  - Circuit du Jura
  - 2e de Paris-Fourmies
  - 2e de Paris-Vichy
  - 3e du Championnat des Flandres

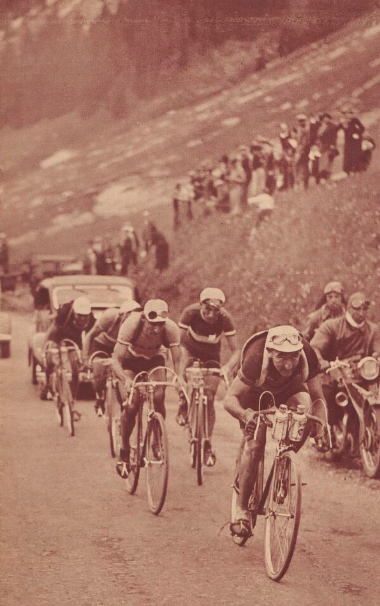
Vervaeke mène devant Vietto, Bertoni, Archambaud et S. Maes dans le col des Aravis sur la 6e étape du Tour de France 1935.

- 1932
  - Tour de Corrèze
  - 2e étape du Circuit de l'Ouest
  - 5e de Paris-Bruxelles
  - 5e du Tour des Flandres
- 1933
  - 5e de Paris-Bruxelles
- 1934
  - Circuit de Flandre Orientale
  - 8e étape du Tour d'Italie
  - 3e du Tour des Flandres
  - 3e de Paris-Tours
  - 4e du Tour de France
  - 10e de Milan-San Remo

- 1935
  -  Grand Prix de la montagne du Tour de France
  - 5eb étape de Paris-Nice
  - 4e étape du Derby du Nord
  - Grand prix de Troyes
  - 3e du championnat de Belgique sur route
  - 3e du Tour de France
- 1936
  - G.P de la Somme
  - 19eb étapes du Tour de France (contre-la-montre par équipes)
  - 1re étape de Paris-Nice
  - 3e du Tour de France
  - 5e de Paris-Nice
- 1937
  - Tour de France :
    -  Grand Prix de la montagne
    - 10e étape

  - 5ea étape de Paris-Nice
  - 10e de Paris-Tours
- 1938
  - 4ec, 8e, 10eb (contre-la-montre) et 20eb (contre-la-montre) étapes du Tour de France
  - 2e du Tour de France
  - 3e de Liège-Bastogne-Liège
- 1939
  - Grand Prix de l'Exposition de Liège (avec Lucien Vlaemynck)
  - Tour du Jura
  - 2e du championnat de Belgique de poursuite
  - 3e de Paris-Rennes
  - 6e de Paris-Tours

### Résultats sur les grands tours

#### Tour de France
7 participations
- 1932 : abandon (non-partant 7e étape)
- 1934 : 4e
- 1935 : 3e, vainqueur du  Grand Prix de la Montagne
- 1936 : 3e, vainqueur de la 19eb étape (contre-la-montre par équipes)
- 1937 : abandon (non-partant 17ea étape), vainqueur  du Grand Prix de la Montagne
- 1938 : 2e, vainqueur des 4ec, 8e, 10eb (contre-la-montre) et 20eb (contre-la-montre) étapes,  porteur du maillot jaune pendant 6 jours (dont une jour avec une étape divisée en trois tronçons)
- 1939 : abandon (9e étape)

#### Tour d'Italie
- 1934 : 30e, vainqueur de la 8e étape